# دانيال ويلسون
دانيال ويلسون (بالإنجليزية: Daniel Wilson)‏ هو كاتب أغاني أمريكي، ولد في 16 أغسطس 1990 في ميشيغان في الولايات المتحدة.

## وصلات خارجية
- دانيال ويلسون على موقع ميوزك برينز (الإنجليزية)